# Hispania. Revista Española de Historia
Hispania. Revista Española de Historia es una revista científica arbitrada (revisión por pares) editada por el Instituto de Historia del Consejo Superior de Investigaciones Científicas.
Fundada en 1940, la temática de la publicación, de historia general, abarca la Historia Medieval, la Moderna y la Contemporánea, con un tratamiento testimonial a la Historia Antigua. Es publicada con una frecuencia cuatrimestral.

## Resúmenes e indexación
Está indexada en:
Web of Science: Arts & Humanities Citation Index (A&HCI) y Current Contents - Arts & Humanities; SCOPUS, CWTS Leiden Ranking (Journal indicators), ERIH Plus, REDIB, Directory of Open Access Journals (DOAJ) y otras bases de datos nacionales e internacionales. Está incluida en el Catálogo Latindex 2.0 y cuenta con el Sello de Calidad de la Fundación Española para la Ciencia y la Tecnología (FECYT).
Según Accademic - acelerator la revista tiene un factor de impacto para el período 2022-2023 de 0,26.